# Нойштадт/Шпрее

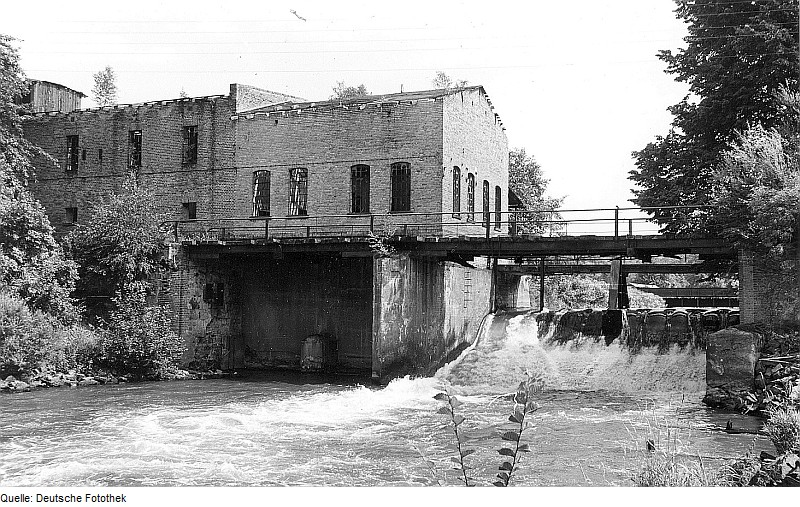

Но́йштадт/Шпрее или Но́ве-Ме́сто/Спре́ва (нем. Neustadt/Spree; в.-луж. Nowe Město/Sprjewja) — деревня в Верхней Лужице, Германия. Входит в состав коммуны Шпреталь района Баутцен в земле Саксония. Подчиняется административному округу Дрезден.

## География
Находится в южной части района Лужицких озёр среди обширного лесного массива. К югу от деревни располагается Западный отдел «Военного полигона Верхняя Лужица», занимающий почти четверть территории всей коммуны. На востоке от деревни находится угольная поверхностная шахта Тагебау-Нохтен. Через деревню протекает река Шпрее и проходит автомобильная дорога S 130.
В состав деревни также входит не имеющая самостоятельного статуса деревня Дашки.
Соседние населённые пункты: на северо-востоке — деревня Мулкецы коммуны Шлайфе и на северо-западе — деревня Шпрейцы.

## История
Впервые упоминается в 1433 году под наименованием Nuwinstad.
С 1996 года входит в состав современной коммуны Шпреталь.
В настоящее время деревня входит в состав культурно-территориальной автономии «Лужицкая поселенческая область», на территории которой действуют законодательные акты земель Саксонии и Бранденбурга, содействующие сохранению лужицких языков и культуры лужичан.
Исторические немецкие наименования
- Nuwinstad, 1433
- Neustetleyn, 1536
- New Stettell, 1544
- Naustedtlein, 1568
- Neustadt, 1658

## Население
Официальным языком в населённом пункте, помимо немецкого, является также верхнелужицкий язык.
Деревня является местом соприкосновения нескольких переходных диалектов нижнелужицкого и верхнелужицкого языков: на севере от деревни говорят на слепянском диалекте (деревни Мулкецы коммуны Шлайфе и Милораз коммуны Требендорф), на востоке в районе деревни Чельно говорят на пушчанском диалекте, на юго-востоке от деревни распространён восточноголанский диалект, на юге — голанский диалект и на северо-востоке — спрейчанский диалект. В 1950-е годы серболужицкий учёный-славист Фридо Михалк изучал диалект Нового-Места, выделив его в самостоятельный переходный диалект. В 1962 году он издал научное сочинение, посвящённое диалекту деревни под названием «Der obersorbische Dialekt von Neustadt».
Согласно статистическому сочинению «Dodawki k statisticy a etnografiji łužickich Serbow» Арношта Муки в 1884 году в деревне проживало 230 человек (из них — 230 серболужичан (100 %)).
Лужицкий демограф Арношт Черник в своём сочинении «Die Entwicklung der sorbischen Bevölkerung» указывает, что в 1956 году при общей численности в 462 человека серболужицкое население деревни составляло 77,5 % (из них верхнелужицким языком владело 269 взрослых и 89 несовершеннолетних).
| 1825 | 1871 | 1885 | 1905 | 1925 | 1939 | 1946 | 1950 | 1964 | 1990 | 2011 |
| ---- | ---- | ---- | ---- | ---- | ---- | ---- | ---- | ---- | ---- | ---- |
| 244  | 335  | 334  | 314  | 342  | 383  | 416  | 436  | 458  | 392  | 391  |